# 白點蠕鰻
白點蠕鰻，為輻鰭魚綱鰻鱺目糯鰻亞目蛇鰻科的其中一種，分布於東大西洋區，從比斯開灣至剛果海域，包括地中海，棲息深度3-12公尺，體長可達100公分，棲息於沙泥底質沿海、河口區、潟湖，屬肉食性，會把身體埋藏在沙泥中，生活習性不明，可做為食用魚。

## 擴展閱讀
維基物種上的相關：白點蠕鰻